# Dugački odmicač palca
Dugački odmicač palca (lat. musculus abductor pollicis longus) mišić je stražnje strane podlaktice. Mišić inervira lat. nervus radialis.

## Polazište i hvatište
Mišić polazi s palčane kosti (stražnje strane),  međukoštane opne podlaktice i lakante kosti (stražnje strane). Mišić prelazi u tetivu koja se hvata za prvu kost zapešća.